# Agromyza lutetarsis
Agromyza lutetarsis este o specie de muște din genul Agromyza, familia Agromyzidae. A fost descrisă pentru prima dată de Camillo Rondani în anul 1875.
Este endemică în Italia. Conform Catalogue of Life specia Agromyza lutetarsis nu are subspecii cunoscute.